# Calatrava (Romblon)
Calatrava (Bayan ng Calatrava) är en kommun i Filippinerna. Kommunen tillhör provinsen Romblon och ligger på ön Tablas Island. Folkmängden uppgår till 8 878 invånare.
Calatrava är indelat i 7 barangayer.